# Jurka vas
Jurka vas – wieś w Słowenii, w gminie Straža. W 2018 roku liczyła 153 mieszkańców.